# بحيرة كروس
بحيرة كروس، هي بحيرة تقع على حدود مقاطعتي كايوغا وأونونداغا في نيويورك في الولايات المتحدة. تقع البحيرة على حدود أونونداغا الهندية التقليدية، وتشتهر بالتقاليد المحلية بأنها موطن الصبا لهياواثا، هي مكان السلام العظيم ومع ذلك، يُقال أيضًا أن بحيرة أونونداغا هي موطن لهياواثا.
ويبلغ أقصى عمق من بحيرة كروس 65 قدمًا حيث يبلغ متوسط عمقها 18 قدمًا. يتدفق نهر سينيكا من الغرب إلى الشرق عبر الطرف الجنوبي للبحيرة. نظرًا لأن بحيرة كروس جزء من نظام قناة ولاية نيويورك، فهناك ايضاً مجموعة متنوعة من الأسماك التي تمر عبر هذه البحيرة. ولدى بحيرة كروس معدل تدفق 51 مرة في السنة؛ ومرة واحدة في الأسبوع.

## صيد السمك
أنواع الأسماك الموجودة في البحيرة هي عين السمكة، الفرخ الأبيض، سمك الكراكي، البايك الشمالي، باس ارجموث، الفرخ الأصفر، الكرابي الأسود، سمك قناة السلور، الثيران السوداء، سمكة شمس القرع، الخيشوم الأزرق، غار طويل الأنف، شاد الجيزارد، ورأس الغنم. هناك دخول عام بمقابل رسوم في مخيم كروس ليك قبالة طريق دوقار والدخول إلى المرسى برسوم على ممر الإطفاء 18.